# الفرار (فلم)
الفرار (بالإنجليزية: Getaway) هو فيلم حركة أُصدر في الولايات المتحدة سنة 2013.

## طاقم التمثيل
- إيثان هوك
- سيلينا غوميس
- جون فويت

## القصة
سائق سباق السابق برنت ماجنا (إيثان هوك) يصل إلى بيته ليجد منزله للنهب وزوجته، ليان، في عداد المفقودين . فجأة، يرن الهاتف له . على الطرف الآخر هو رجل غامض يعرف فقط باسم صوت (جون فويت) الذي يكشف عن نفسه بأنه الخاطف من زوجة ماجنا . الرجل يقول ماجنا أنه يجب اتباع مجموعة من التعليمات بدقة من أجل لم شملهم مع زوجته . أوامر صوت ماجنا لسرقة مصممة خصيصا موستانج شيلبي من مرآب للسيارات . صوت يحذر ماجنا انه إذا كان لا يتبع تعليمات أو اشتعلت، ليان سوف يموت .
ماجنا يرى اثنين من ضباط الشرطة تطارده ويسرع باتجاه آخر. كونه سائق المهرة، وانه قادر على التملص منها بكل سهولة، ووضع في نهاية المطاف فخ للتسبب في تعطل واحد إلى الآخر . على الرغم من أكثر سيارات الشرطة الانضمام إلى السعي، ماجنا قادرة على المناورة الخروج منها . وفي وقت لاحق، ماجنا يتم الاتصال مرة أخرى عن طريق الصوت، الذي يوجه له نحو مهمته الأولى . يروي ماجنا لتسريع واتخاذ بعض المنعطفات المحفوفة بالمخاطر، في نهاية المطاف أن يضطر إلى تحطم من خلال حديقة، تزلج على الجليد، ومركز للتسوق، مما أسفر عن مقتل العديد من المدنيين في عملية تقريبا. المكالمات الصوتية لتهنئته ويقول له للحفاظ على التحرك . هو أمر برنت إلى اصطدامها بشاحنة المياه وتشغيل من خلال تقاطع مضاءة الحمراء، مما تسبب الحوادث في ظهره. ثم أمر برنت لحديقة في منطقة البناء وننتظر مزيد من التعليمات. في حين ينتظر ماجنا، امرأة شابة يعرف فقط باسم كيد (سيلينا غوميز) يحاول سرقة سيارة ماجنا . مكالمات صوت وأوامر ماجنا لقتل طفل . ماجنا يرفض، وصوت يقول أن حفظ لها على قيد الحياة وكان الحق في الاختيار، كما أنه سوف تحتاج إلى مساعدة لها . كما ماجنا ومحرك الأقراص كيد قبالة، مع المزيد من قوات الشرطة في السعي، وقالت انها تكشف عن أن الفرس هو، في الواقع، سيارتها، والتي قيل إنها سرقت من قبل أحد ضباط الشرطة . ماجنا يدرك أن اجتماعهم كانت مدبرة من قبل صوت .
بعد تكليفه مهمة مدمرة أخرى، كيد يكشف نفسها هاكر الكمبيوتر المهرة وابنة الرئيس التنفيذي ل مصرف كبير . الاتصالات الصوتية ماجنا مرة أخرى ويطلب منه لتحميل محتويات من محرك أقراص فلاش في جهاز الكمبيوتر قبل 11:30 . عند الوصول إلى المنطقة المحددة، محطة للطاقة، وكيد يحاول الاختراق الكمبيوتر من أجل الاتصال بالشرطة . يبدو أنها قد نجحت، فقط للصوت لخفض قبالة لها، وكشف عن أنه إعداد الكمبيوتر بمثابة فخ بالنسبة لها. محطة فجأة الزائدة وينفجر، وتدمير نفسه والتعتيم على جزء كبير من المدينة .
صوت يعطي ماجنا المهمة الأخيرة له ؛ ل سرقة البنك التي يملكها والد كيد . نقاط كيد إلى أن لا يوجد مال الفعلي في البنك والدها، بل هي شركة الاستثمار التي تملك كافة أصولها على أجهزة الكمبيوتر . تدريجيا، الثنائي يدركون أنهم لا يرتكبون فعلا سرقة، فهي مجرد توفير الهاء للشرطة في حين صوت ينفذ عملية السرقة الحقيقية والأطر في وقت لاحق لهم لذلك .
كما يبدأ الرجال صوت ل استول عليه سيارة مدرعة تحمل محركات الأقراص الصلبة الحساسة، مفاجآت ماجنا ويقهر عليها، نجحت في أخذ الأقراص . يفرون الآن من الشرطة ورجال صوت، وماجنا ويدعو صوت، ويقدم للإفراج عن محركات الأقراص الصلبة في تبادل لزوجته . يقبل صوت ويوجه له إلى حظيرة طائرات . في حين يبدو أن يان على وشك أن تعاد، يستنتج ماجنا أن صوت تخطط ل يكون كل منهم قتلوا وبمجرد الانتهاء من الصفقة. كما ماجنا، ليان، ومحاولة للهروب كيد، وصول الشرطة، وفي الفوضى التي أعقبت ذلك، رجل ماجنا يفترض أن يكون صوت الاستيلاء على كيد ويدفع قبالة معها . ماجنا يترك ليان مع الشرطة وتتبع .
بعد مطاردة عالية السرعة، ويتم تدمير السيارتين، ماجنا ينقذ طفل، والشرطة القبض على الرجل الغامض . وشمل يني وماجنا . ومع ذلك، ماجنا يتلقى مكالمة هاتفية من صوت، وكشف عن أن الرجل الذي اعتقل لم يكن أكثر من شرك . صوت بفضل ماجنا لمساعدته وبقطع. تبين أن الصوت كان في الواقع السيطرة على العملية برمتها من حانة في الولايات المتحدة. ويتحقق التوازن حسابه ويخرج من شريط.

## الميزانية والإيرادات
بلغت تكلفة إنتاج الفيلم حوالي 18 مليون دولار بينما حقق أرباحاً تقدر بـ 50 مليون دولار.

## روابط خارجية
- مقالات تستعمل روابط فنية بلا صلة مع ويكي بيانات